# Яичное многоборье
Яичное многоборье — вид спорта, родиной которого является Англия.

## История
Соревнования зародились в Суонтоне.
«Ещё в старину местный аббат угощал местных жителей яйцами, чтобы позвать на воскресную службу. Но в 1332 году случилось наводнение, и монастырь с деревней разделила река. В итоге, монахи крестьянам яйца перекидывали. Так и зародилась яичное многоборье.» — поделился Эндрю Данлоп, президент Всемирной Федерации по броскам яиц.
Ежегодно, в последнее воскресенье июня, проводятся национальные соревнования в Англии и США, с 2006 года — чемпионаты мира.

## Дисциплины
Всего в этом виде спорта 4 дисциплины:
- Метание на меткость. Задаётся определённая точка в которую нужно попасть с определённого расстояния;
- Метание на дальность. От нужной точки нужно бросить яйцо так, чтобы оно приземлилось дальше всех;
- Яйцо на ложке. Положить яйцо в ложку, взять ее в рот и бежать наперегонки, нужно бежать не уронив яйца;
- Русская рулетка. 6 яиц, из них 5 варёных и 1 сырое. Два участника по очереди разбивают яйца о голову. Кто разобьет сырое, тот и проиграл[10].

## Рекорды
4 июля 2011 года в Гранжвилле, штат Айдахо, был установлен мировой рекорд по количеству лиц, участвующих в подбрасывании яиц, в котором приняли участие 2130 человек.
12 ноября 1978 года в Книгу рекордов Гиннесса занесен рекорд установленный Джонни Делл Фоли, который бросил свежее куриное яйцо на расстояние 323 фута 2 дюйма (98,51 м) Киту Томасу и не разбил его в Джеветте, штат Техас. Рекорд не был побит до 1999 года, а с 2000 года он больше не указан в книге.
С 2000 года Всемирная Федерация по броскам яиц (World Egg Throwing Federation), базирующаяся в Суонтон, Англия, сертифицирует официальные мировые рекорды.